# Adolph Straube

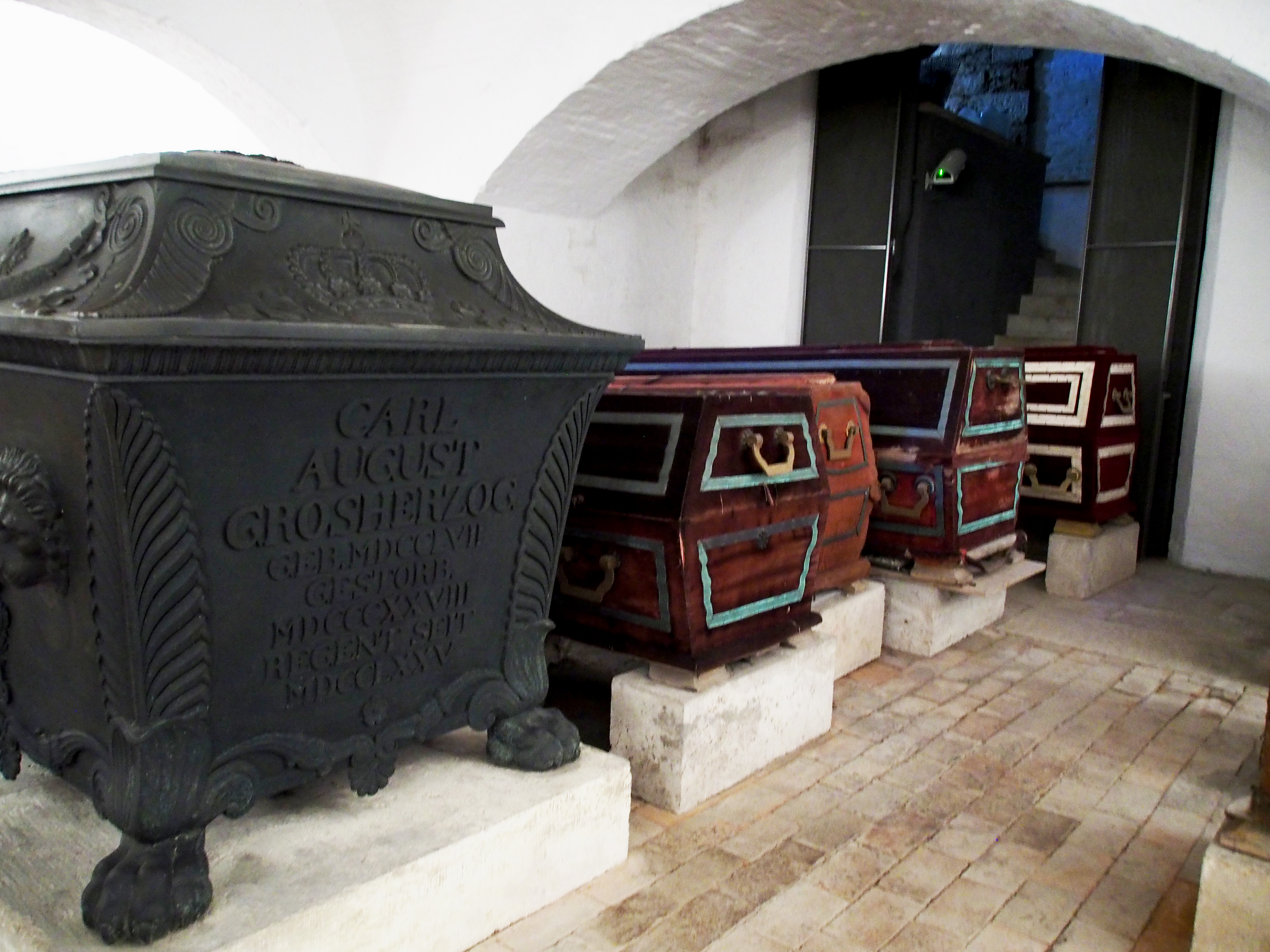
Sarkophag des Großherzogs Carl August, der in der Gelbgießerei von Johann Heinrich Franz Straube gegossen und von Adolph Straube ziselliert wurde

Adolph Straube (geb. 24. Februar 1810 in Weimar; gest. 25. Februar 1839 ebenda) war ein deutscher Bildhauer und Modelleur in Weimar.

## Leben
Straube war ein Sohn des Gelbgießers Johann Heinrich Franz Straube in Weimar und wurde zunächst in der väterlichen Werkstatt ausgebildet. Er besuchte die Fürstliche freie Zeichenschule Weimar und wechselte später zur Bildhauerei. Sein Geschick in der Ziselierkunst führte dazu, dass er in den Jahren 1828 bis 1830 die Ziselierarbeiten an dem Sarkophag ausführen durfte, der für den verstorbenen Großherzog Carl August in der Werkstatt seines Vaters hergestellt wurde.
Straube hatte eine stärkere Neigung zum Modellieren und zur Herstellung von Medaillons. Er arbeitete in den Jahren 1831 bis 1833 in der königlichen Eisen- und Erzgießerei und war zugleich ein Schüler von Christian Daniel Rauch an der Berliner Kunstakademie. Des Weiteren wurde er von Friedrich Wilhelm Facius und Leonhard Posch unterrichtet. Mit Angelika Facius verband ihn eine Künstlerfreundschaft. Er wurde von Johann Wolfgang von Goethe gefördert. Bei seinem Abschluss an der Akademie wurde er zum „Akademischen Künstler“ ernannt. Nach seiner Rückkehr nach Weimar traf er auf den französischen Bildhauer Pierre Jean David d’Angers, der sich hier für einige Zeit aufhielt. Er war auf das Talent des jungen Künstlers aufmerksam geworden und nahm ihn 1834 mit nach Paris, um ihm dort eine weitere Ausbildung zu ermöglichen. Bei seinem dreijährigen Studienaufenthalt arbeitete Straube in dessen Atelier. Er fertigte dort Porträtmedaillons, Skizzen von Figurenkompositionen, einige Reliefs und die lebensgroße Gipsbüste eines Freundes an. Durch die Zeugnisse, die sein Lehrmeister David ihm ausstellte, erhielt er eine Unterstützung von Seiten des Großherzogs und Großherzogin von Sachsen-Weimar-Eisenach, die ihn mit der Herstellung mehrerer Marmorbüsten beauftragte. In seinem kurzen Leben hinterließ er ein beachtliches Œuvre. Er kehrte im Herbst 1838 in die Heimat zurück und starb dort im Frühjahr 1839. Seine geplante Reise nach Italien konnte er nicht mehr antreten.
In der Herzogin-Anna-Amalia-Bibliothek befindet sich ein Stammbuch Straubes. Im Goethe- und Schiller-Archiv sind drei Kartons seines Nachlasses.
Straubes Grab befindet sich auf dem Historischen Friedhof Weimar.

## Werke (Auswahl)
Straubes Werke sind nahezu unbekannt.
- Großherzog Carl August und Zieselierarbeiten an dessen Sarkophag nach dem Entwurf von Clemens Wenzeslaus Coudray[7]
- 1834: Bronzestatuette von Johann Wolfgang von Goethe[8]
- Maler Lucas Cranach dem Älteren (nach einer Zeichnung von dem Bild Cranachs in der Stadtkirche in Weimar gefertigt)
- Kapellmeister Johann Nepomuk Hummel (unvollendet, von Straube nur als Modell gefertigt)